# Марис Верпаковскис
Марис Верпаковскис (на литовски: Māris Verpakovskis) е бивш латвийски футболист, нападател. Най-известен като състезател на латвийския национален отбор, с който участва на Евро 2004. Верпаковскис е автор и на първия гол за Латвия на международни турнири. Той е най-резултатният футболист с фланелката на „червено-бяло-червените“ с 29 гола, които е отбелязал в 104 мача. Президент на ФК Лиепая.
На клубно ниво играе за множество отбори, сред които украинският Динамо (Киев) и испанските Хетафе и Селта Виго. Баща му Илмар също е бивш футболист и дългогодишен футболен треньор.

## Клубна кариера
Верпаковскис започва кариерата си в тима на Металург (Лиепая), където треньор е баща му Илмар. Марис се утвърждава като важна част от тима и често заработва дузпи в полза на съотборниците си. През 2000 г. интерес към него проявява Спартак (Москва), но по настояване на треньора на Сконто Александърс Старковс Марис преминава в тима от Рига.
В Сконто Верпаковскис става основна фигура и допринася за трите поредни шампионски титли на Латвия и двете национални купи, спечелени в периода 2001 – 2003 г. През 2003 г. вкарва 22 гола в 25 мача, с което става трансферна цел на гръцкия Олимпиакос и английските Портсмут и Улвърхамптън. В края на годината латвиецът преминава в Динамо Киев.
В първия си сезон в Динамо Марис вкарва 4 гола в 9 мача и се превръща в любимец на феновете. Нападателят помага на киевчани да се класират за груповата фаза на Шампионска лига, като в квалификациите вкарва на Трабзонспор. В групите Марис пронизва вратата и на Реал (Мадрид) в мач, завършил наравно 2:2. Заради силните си изяви, Верпаковскис е избран за най-добър футболист на тима за 2004 г. от феновете.
След като треньорът на Динамо Алексей Михайличенко напуска и на негово място поста поема Йожеф Сабо Верпаковскис отпада от състава поради скандал със Сабо. През януари 2007 г. е даден под наем на испанския Хетафе за срок от 6 месеца. Поради голямата конкуренция в състава обаче латвиецът не успява да убеди в качествата си треньора Бернд Шустер и за 13 изиграни мача вкарва само 1 гол.
През лятото на 2007 г. преминава под наем в Хайдук (Сплит), заедно със съотборниците си от Динамо Флорин Чернат и Горан Саблич. Поради контузия обаче изявите на Марис са ограничени до 18 мача, в които той вкарва 5 гола. През 2008/09 е преотстъпен за трети път, като е привлечен в състава на Селта Виго. Там Верпаковскис изиграва само 8 срещи.
Между 2009 и 2011 г. е футболист на гръцкия Ерготелис. През лятото на 2011 г. преминава във ФК Баку. За два сезона в Азербайджан вкарва само 3 гола в 27 мача. През 2013/14 се завръща обратно в Ерготелис. През 2014 г. се завръща в родния си клуб, преименуван на ФК Лиепая. Верпаковскис става играещ президент, като продължава футболната си кариера през 2015 г.

## Национален отбор
Дебютира за националния отбор на Латвия на 9 септември 1999 г. в мач срещу Гърция, в който вкарва и гол. Представянето му е в основата на класирането на момчетата на Александърс Старковс за Евро 2004. С головете си в баражите с Турция Марис подсигурява първо класиране на голям форум в историята на Латвия. Верпаковскис получава поздравление лично от президента на Латвия Вайра Вике-Фрайберга за головете си и за кратко време се превръща в най-популярния латвийски футболист.
На Евро 2004 вкарва гол срещу Чехия, който е и единствен за тима на шампионата. Латвия отпада в груповата фаза. След турнира Верпаковскис продължава да е голмайстор на тима в квалификациите, но Латвия не успява отново да се класира на международен турнир. През 2013 г. Марис изиграва своя мач номер 100 за тима.

## Успехи
- Шампион на Латвия – 2001, 2002, 2003, 2015
- Купа на Латвия – 2001, 2002
- Шампион на Украйна – 2004
- Купа на Украйна – 2005, 2006
- Купа на Азербайджан – 2012
- Балтийска купа – 2001, 2003, 2008, 2014
- Футболист на годината в Латвия – 2003, 2004